# La ballata dell'eroe
La ballata dell'eroe è una canzone scritta da Fabrizio De André con l'arrangiamento musicale di Gian Piero Reverberi. Brano fortemente antimilitarista, fu pubblicato come singolo nel 1961, come lato A, nel 45 giri La ballata dell'eroe/La ballata del Miché, fu lanciata l'anno successivo da Luigi Tenco che la inserì nella colonna sonora del film La cuccagna e la incise nel discotris Quello che conta/Tra tanta gente/La ballata dell'eroe (nella sua versione il testo è firmato da Clelia Petracchi), nel 1964 nuovamente dall'autore in una nuova versione nel 45 giri Il testamento/La ballata del Miché, inserita nel 1966 nell'album Tutto Fabrizio De André e infine reincisa nuovamente da De André per l'album Volume 3º.

## L'ispirazione e la composizione
L'ispirazione per la scelta della tematica contraria a qualsiasi tipo di guerra probabilmente era legata alla canzone di Boris Vian Le Déserteur, che, uscita nel 1954 dopo la fine della Guerra d'Indocina, mentre era in pieno svolgimento la Guerra d'Algeria, aveva alimentato forti polemiche in Francia ed infine era stata censurata.
I riferimenti stilistici sono alla canzone francese (soprattutto George Brassens) e, come confessato dallo stesso autore, agli scrittori e poeti di Provenza e di Francia, da François Villon a Charles Baudelaire. 
Questa influenza è ancor più chiara ed evidente quando, all'interno del testo, recita: «troppo lontano si spinse a cercare la verità», infatti questa frase è ripresa da una ballata, "L'amour et la guerre", scritta da Bernard Dimey e  musicata ed incisa dal cantautore francese Charles Aznavour:
(Bernard Dimey, "L'amour et la guerre", 1960)
La proposta musicale è stata innovativa ed importante per il panorama italiano della musica leggera.
Musicalmente il brano presenta un ritmo "lento e triste", accompagnato dalla melodia di un'armonica. Il testo narra la storia di un soldato partito per la guerra, desideroso di dare il suo aiuto alla sua nazione; alla notizia della sua morte in battaglia, mentre «la patria si gloria di un altro eroe alla memoria», «lei che lo amava aspettava il ritorno di un soldato vivo, d'un eroe morto che ne farà?».

## Le versioni di De Andrè
La prima uscita del brano risale al 1961, quando il brano fu pubblicato come lato A nel 45 giri La ballata dell'eroe/La ballata del Miché, con l'arrangiamento di Gian Piero Reverberi e l'armonica cromatica suonata da Willi Burger.
Il brano fu ripubblicato nel 1964 nel singolo La guerra di Piero/La ballata dell'eroe, quasi certamente per la tematica comune dei due pezzi; in questa nuova incisione l'armonica a bocca è suonata da Franco De Gemini.
Nel 1966 la canzone fu ripubblicata, con un testo lievemente diverso da quello del 45 giri, in Tutto Fabrizio De André (primo album del cantautore genovese) e successivamente fu registrata un'ulteriore versione che fu inserita nell'album Volume 3º del 1968.

## La versione di Luigi Tenco
(Fabrizio De André, intervista a Luigi Viva)

### Gli antefatti
Fabrizio De André e Tenco si conobbero ai tempi del Modern Jazz Group (1956/58) dove avevano militato entrambi, Fabrizio alla chitarra e Luigi al sax.
In seguito i due divennero amici.
Nel giugno del 1961 Fabrizio andò ad ascoltare l'orchestra di Luigi Tenco; a metà serata, Tenco invitò De André ad esibirsi: imbracciata la chitarra cantò "La ballata del Miché" e "La ballata dell'eroe".
Quest'ultima canzone piacque molto a Tenco; si narra che Luigi arrivò a litigare persino con il regista Luciano Salce pur di convincerlo ad inserirla nella colonna sonora del film. Poi telefonò a Fabrizio per chiedergli il permesso.

### Il disco
Luigi Tenco pubblicò la sua versione de La ballata dell'eroe come Lato B di Quello che conta (Ennio Morricone-Luciano Salce) nel 45 giri intitolato Quello che conta/La ballata dell'eroe/Tra tanta gente per la Dischi Ricordi, le tre canzoni erano state tratte dalla colonna sonora del film La cuccagna di Luciano Salce. In questa edizione come autori del brano sono accreditati Fabrizio De André e Clelia Petracchi, mente nelle successive stampe su disco, in riferimento alle interpretazioni di Tenco, il brano risulta firmato da Fabrizio De André ed Elvio Monti, gli arrangiamenti sono di Giampiero Boneschi.

## Altre versioni
- 1964 - Silverio Pisu, nell'album Ballate di ieri, ballate di oggi
- 2003 - Teresa De Sio, nell'album tributo Faber, amico fragile
- 2020 - Ginevra Di Marco, nell'album "Quello che conta - Ginevra canta Luigi Tenco"